# Black Star Riders
Black Star Riders – amerykański zespół rockowy założony w 2012 roku przez członków zespołu Thin Lizzy. Decyzję o utworzeniu grupy muzycy umotywowali potrzebą realizacji nowych nagrań, przy czym postanowili nie publikować ich pod nazwą Thin Lizzy. Działalność grupy Thin Lizzy została ograniczona do okazjonalnych występów scenicznych w przeciwieństwie do Black Star Riders, która funkcjonuje w pełnym zakresie.
Debiutancki album formacji zatytułowany All Hell Breaks Loose ukazał się w 2013 roku nakładem wytwórni muzycznej Nuclear Blast. Płyta została zarejestrowana w Los Angeles we współpracy z producentem muzycznym Kevinem Shirleyem, znanym m.in. ze współpracy z brytyjską grupą Iron Maiden. Produkcja spotkała się w komercyjnym niepowadzeniem w Stanach Zjednoczonych gdzie uplasowała się na 5. miejscu listy Billboard Heatseekers Albums. Większym zainteresowaniem nagrania cieszyły się w Wielkiej Brytanii gdzie płyta dotarła do 25. miejsca tamtejszej listy przebojów (UK Albums Chart).
20 lutego 2015 roku do sprzedaży trafił drugi album Black Star Riders pt. The Killer Instinct. Wydawnictwo powstało we współpracy z laureatem nagrody Grammy – producentem Nickiem Raskulineczem.

## Dyskografia
| All Hell Breaks Loose       | - Data: 27 maja 2013 - Wydawca: Nuclear Blast   | 25 | 29 | 63 | 179 | 182 | –  | - USA: 2,1 tys.+ |
| The Killer Instinct         | - Data: 20 lutego 2015 - Wydawca: Nuclear Blast | 13 | 23 | 39 | 167 | 126 | 38 | - USA: 2,8 tys.+ |
| Heavy Fire                  | - Data: 3 lutego 2017 - Wydawca: Nuclear Blast  | 6  | 11 | 21 | –   | 167 | –  | - USA: 2,2 tys.+ |
| „–” album nie był notowany. |                                                 |    |    |    |     |     |    |                  |